# Holodomor
Holodomor (tiếng Ukraina: Голодомор, nghĩa đen: Cái chết tập thể vì nạn đói), nói về nạn đói ở Liên Xô vào thời kỳ 1932–1933 xảy ra ở vùng mà bây giờ thuộc Ukraina.

## Từ ngữ
Từ Holodomor là do 2 chữ "Holod" và "Mor" của tiếng Ukraina. "Holod" ("голод") có nghĩa "Đói", "Mor" là một tiếng cổ có nghĩa "Chết", "Bệnh dịch", "Chết tập thể"; theo nghĩa hiện tại (cả tiếng Ukraina lẫn tiếng Nga) "Sự tiêu diệt". Holodomor nghĩa đen có nghĩa là "Cái chết vì đói". 

## Bối cảnh chính trị
Stalin theo đuổi các mục tiêu chính trị để ngăn chặn các phong trào đòi ly khai đòi độc lập ở Ukraina và để củng cố chính quyền Liên Xô tại Ukraina. Trước đó, Liên Xô đã hành động mạnh với giới trí thức và các giáo sĩ người Ukraina. Giữa năm 1926 và năm 1932, 10.000 giáo sĩ bị xử bắn hoặc trục xuất bởi những người Bolshevik. Vào năm 1931, hơn 50.000 trí thức bị trục xuất đến Siberia, trong số đó có 114 nhà thơ, nhà văn và nghệ sĩ quan trọng trong nước. Sau đó, Liên Xô bắt đầu đối phó với những người nông dân, những người vẫn còn ngoan cố chống lại tập thể hóa và công nghiệp hóa. Trong tinh thần "Nga hóa", văn hóa riêng của Ukraine bị loại bỏ để chỉ còn một nền văn hóa Xô Viết.

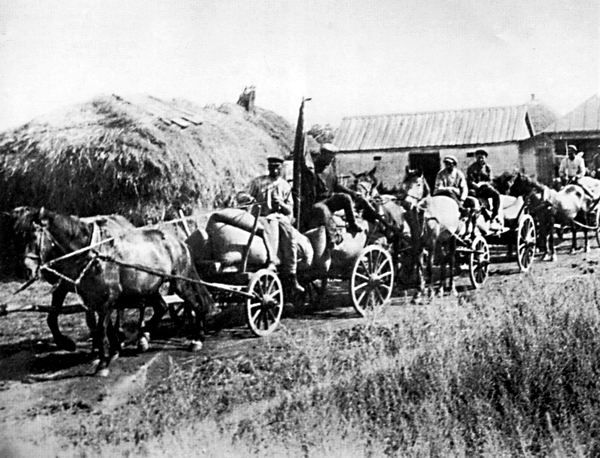
Những đoàn xe chuyên chở thuế nông phẩm thu được về cho nhà nước

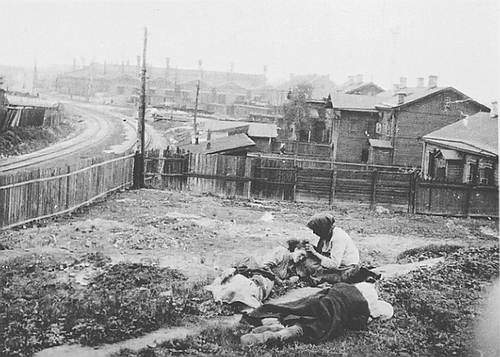
Nông thôn năm 1933

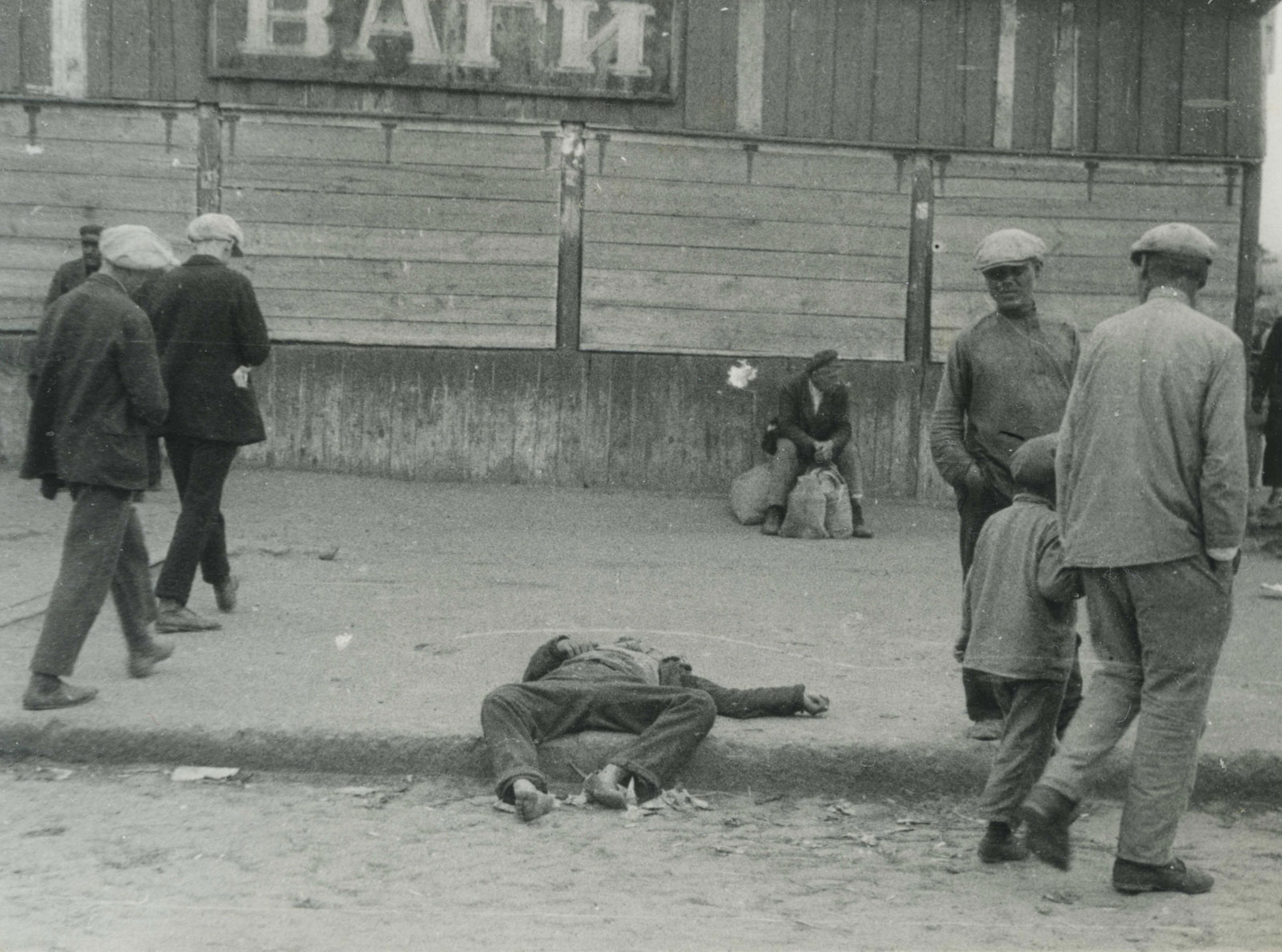
Một người chết đói năm 1932 tại Kharkiv

Năm 1932. Stanislaw Franzewitsch Redens, một chính khách thân cận của Iosif Stalin, từ tháng 7 năm 1931 đứng đầu an ninh mật tại Ukraina, nhận được lệnh, cùng với bí thư thứ nhất của đảng Cộng sản Ukraina Stanislaw Wikentjewitsch Kossior, lập ra một kế hoạch coi như là một phần của chương trình tập thể hóa, tiêu diệt những thành phần địa chủ (Kulak) và "phản cách mạng". 2 ngàn Kolchos (Hợp tác xã) sau đó được thành lập trên những vùng đất được quốc hữu hóa. Vào năm 1933, khi số lượng ngũ cốc không đạt được như theo kế hoạch, Redens bị mất chức.

#### Khởi đầu
Holodomor bắt đầu với một đợt hạn hán nghiêm trọng vào mùa đông và mùa xuân năm 1931/1932 và kéo dài cho đến tháng 7 năm 1933. Mặc dù dân cư nông thôn bị thiếu ăn, các cán bộ chính phủ tăng tỷ lệ thuế đến 44 phần trăm. Mặc dù thế, trong khi năm 1931 từ 7,2 triệu tấn ngũ cốc đã được trưng dụng ở Ukraine, trong năm 1932 đã giảm ở mức 4,3 triệu tấn. Các hạt lương thực đã được chủ yếu bán ra để có được ngoại tệ trên thị trường thế giới. Các khoản thu được cần thiết để công nghiệp hóa nền kinh tế của Liên Xô.
Nạn đói đã được dự đoán từ năm 1930 bởi các viện nghiên cứu và cố vấn cho chính phủ Cộng hòa Xã hội chủ nghĩa Xô viết Ukraina, nhưng ít hoặc không có hành động phòng ngừa nào được thực hiện.
Trong cuộc tập thể hóa nông nghiệp đã xảy ra nạn đói nhiều lần tại khu vực của Liên Xô, kể từ khi tiếp quản bởi những người Bolshevik từ năm 1917 sau Cách mạng tháng 10. Không giống như ở các vùng khác bị ảnh hưởng bởi hạn hán, chính quyền đã đóng cửa biên giới Ukraina để ngăn cấm xuất cảnh ngay từ đầu của nạn đói, làm cho người dân không còn cách ra khỏi khu vực bị ảnh hưởng bởi hạn hán. Các lữ đoàn Bolshevik truy lùng thực phẩm cất giấu của nông dân để bắt họ nộp thuế. Nhiều nông dân bị mất tất cả tài sản của họ và kết thúc như người ăn xin ở các thành phố. Tại một số nơi, trong dân chúng đã có nạn ăn xác người chết.
Nạn đói tại Ukraina đã được các ký giả Gareth Jones và Malcolm Muggeridge thông báo cho quốc tế biết vào mùa xuân 1933. Những ký giả thân thiện với chế độ Liên Xô như Walter Duranty của tờ báo The New York Times cho đó là không có gì nghiêm trọng cả. Trong lúc đó, trên báo chí, người ta hầu như chỉ chú trọng tới việc Hitler trở thành nhà độc tài Đức.

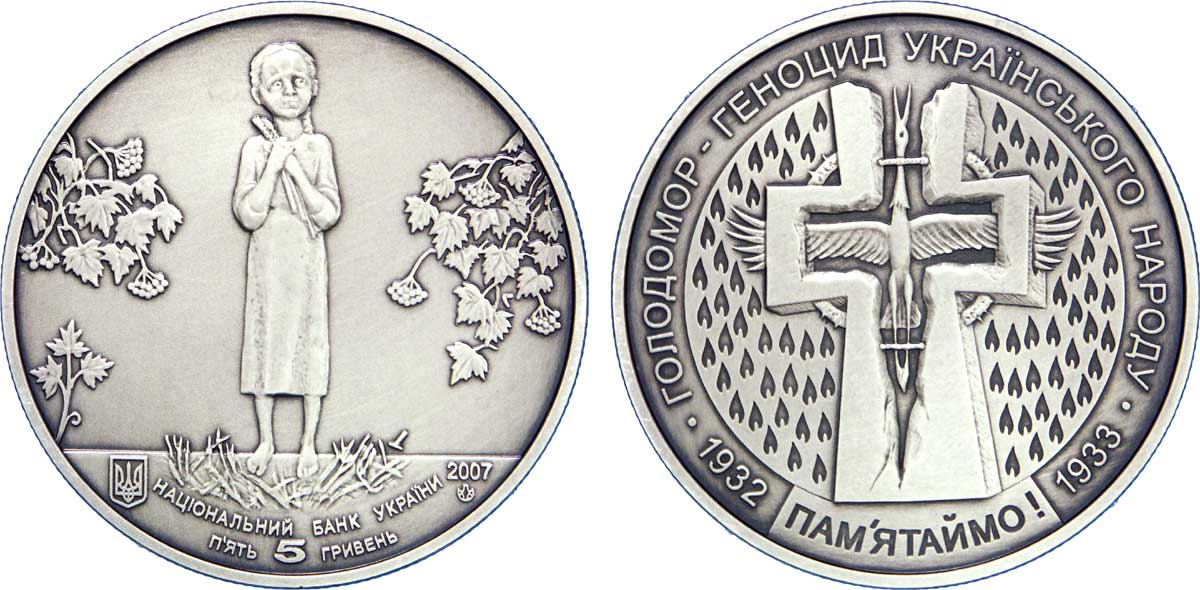
Holodomor

## Số người chết
Theo con số của viện Khoa học Ukraina, công bố vào tháng 11 năm 2008 thì số người chết tại địa phận Ukraina ước tính khoảng chừng 2,4–3,5 triệu người. Một số sử gia phương Tây thậm chí còn đưa ra con số lên tới 7,5 triệu người chết.
Tuy nhiên, căn cứ theo số liệu dân cư tại hồ sơ lưu trữ, thì các con số trên của phương Tây là phóng đại quá mức. Theo hồ sơ lưu trữ về dân số Ukraina, năm 1930, dân số là 29,62 triệu người, đến năm 1933 là 30,06 triệu người. Như vậy, bất chấp nạn đói, dân số Ukraina vẫn tăng khoảng 440.000 người trong 3 năm, do đó số lượng người chết đói không thể nào lên tới hàng triệu như ước tính của chính phủ Ukraina và phương Tây.
Theo nghiên cứu của Jacques Vallin vào năm 2012, số người chết do mọi nguyên nhân (già, bệnh tật, tai nạn...) tại Ukraina năm 1931 là gần 515.000 người, con số này vào năm 1932 là 668.000, và năm 1933 là khoảng 1.850.000. Trừ đi số người chết do các nguyên nhân tự nhiên hoặc chiến tranh, hoặc việc số liệu đăng ký dân cư bị mất, thì số người chết vì đói ở Ukraina trong các năm 1932–1933 là khoảng 1,4 triệu (khoảng 150.000 vào năm 1932 và 1,25 triệu vào năm 1933).
Theo số liệu thống kê dân số của Cục lưu trữ Liên Bang Nga vào năm 1993 cho thấy: trong năm 1931, toàn Liên Xô có hơn 4.008.000 người chết, trong 1932 có hơn 4.448.000 người chết (số người chết do mọi nguyên nhân, không phải chỉ tính chết vì đói). Trong khi đó, số người chết bình quân mỗi năm tại Liên Xô trong vòng 5 năm 1926–1930 là 3.735.000 người. Như vậy, trong hai năm 1931–1932, số người chết vì đói trên toàn Liên Xô chỉ vào khoảng gần 1 triệu người (1931 là khoảng 270.000 người và 1932 là khoảng hơn 700.000 người). Nếu trừ đi số người chết đói ở các vùng khác, thì số người chết vì nạn đói tại vùng Ukraina sẽ không thể vượt quá vài trăm nghìn người.

## Về nguyên nhân gây ra nạn đói

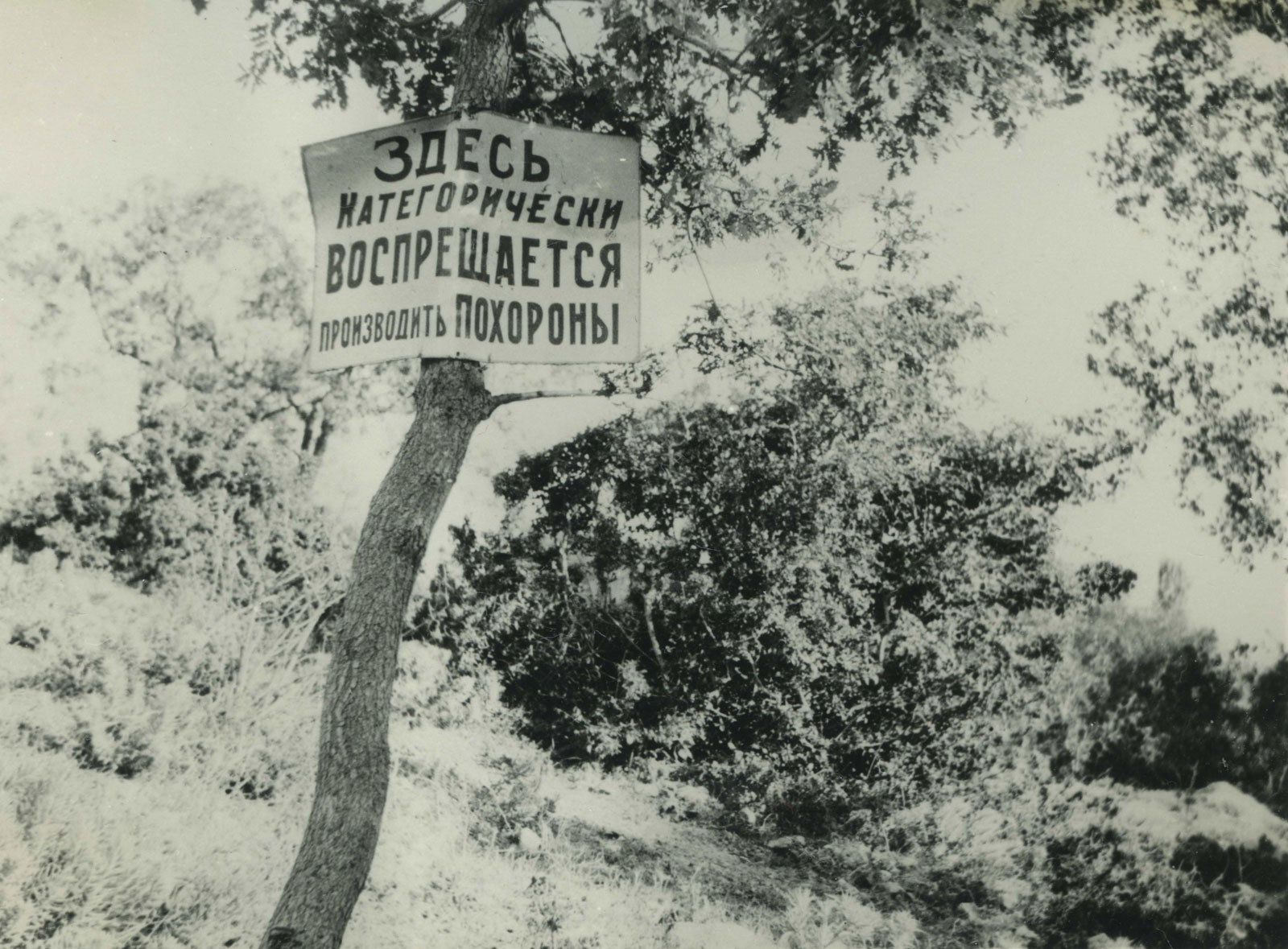
1933 tại Kharkiv: Bảng ngăn cấm chôn người tại chỗ này

Về nguyên nhân của Holodomor có nhiều quan điểm trái hẳn nhau. Một số sử gia Ukraina cho rằng đó là một sự kiện cố ý. Sử gia người Hungary Miklós Kun cho rằng đó là việc phân phối lương thực một cách cố ý, trong khi tại các làng mạc Ukraina người dân bị nạn đói đe dọa, thì thực phẩm của Ukraina được chở tới các nước Cộng hòa khác theo lệnh của Stalin trong khuôn khổ phân phối thực phẩm với giá bao cấp...". Ngược lại, các sử gia người Nga thì cho rằng nạn đói Holodomor là kết quả của việc mất mùa do thiên tai (cụ thể là trận hạn hán kỷ lục năm 1932), cộng thêm với việc tập thể hóa nông trường và sự phản kháng của nông dân Ukraina làm cho tình trạng càng thê thảm hơn. Năm 1932, Ukraine có lượng mưa lớn bất thường (gấp 2–3 lần mức bình thường), dẫn đến cây trồng bị nhiễm nấm ký sinh nghiêm trọng, đặc biệt là bệnh gỉ sắt. Dịch bệnh cây trồng đã làm sụt giảm mạnh năng suất cây lương thực, khiến hàng triệu tấn lương thực bị mất tại Ukraina trong năm 1932.
Gunnar Heinsohn, nhà xã hội học Đức, cho rằng tại Ukraina, Kazakhstan và một vài vùng tại Dãy núi Kavkaz, những nơi mà có chống đối mạnh về việc tịch thu tài sản trong quá trình tập thể hóa, thì chính phủ Liên Xô đã dùng biện pháp tịch thu lương thực để đập tan sự phản đối. Và ngay cả các phong trào đấu tranh đòi ly khai độc lập của các dân tộc thiểu số cũng bị dùng biện pháp tương tự để đối phó. Ông này cho rằng đảng Cộng sản Liên Xô đã không cho cung cấp lương thực với những người bị nạn đói, cũng như không cho phép họ được ra khỏi khu vực thiếu ăn này. Lối diễn tả này của Gunnar Heinsohn thường bị chỉ trích vì các lý do chính trị mang hàm ý bôi nhọ vì hiềm thù chống Cộng.
Nhiều người khác chỉ trích từ Holodomor khi nó được dùng bởi một số người Ukraina, họ cho rằng Ukraina đã lợi dụng hậu quả của nạn đói không chỉ ở nước Ukraina với những mục đích chính trị dân tộc quá khích. Ngoài ra, những số liệu chỉ ra là nạn đói năm 1932 không chỉ có người Ukraina phải gánh chịu, mà nó còn xảy ra tại các vùng đất khác ở Liên Xô do hậu quả của thiên tai, nên không thể coi đây là hành vi cố ý nhắm riêng vào dân tộc Ukraina.
Những vùng khác mà cũng bị ảnh hưởng trong đó có Nam Nga, các vùng giữa và dưới khu vực sông Volga, Nam Ural, Bắc Kazakhstan và Tây Sibiria. Một số sử gia, như Robert Conquest, cho là tổng số người bị ảnh hưởng lên tới 14,5 triệu người, bao gồm cả những người bị nạn đói lẫn những người bị ảnh hưởng gián tiếp (di cư sang vùng khác, bán bớt tài sản để mua lương thực...).
Những nghiên cứu sau này của phương Tây, nhất là sau khi văn thư lưu trữ được tự do tham khảo vào thập niên 1990, cho thấy Holodomor là kết quả tổng hợp của một loạt hậu quả dây chuyền, cả chủ quan lẫn khách quan: một nền chính trị khắc nghiệt trong việc tập thể hóa, sự chống đối của nông dân địa phương khiến nhân lực sản xuất nông nghiệp bị tụt giảm, cũng như thiên tai đã đưa đến việc mất mùa trên diện rộng. Ngoài ra, cũng cần lưu ý là ngay cả ở Hoa Kỳ trong thời kỳ này cũng xảy ra nạn đói do chính sách kinh tế sai lầm (xem Nạn đói ở Hoa Kỳ 1932–1933).
Trong 1 nghiên cứu công phu của Robert W. Davies và Stephen G. Wheatcroft vào năm 2004, dựa trên các tài liệu lưu trữ của Liên Xô, các ông kết luận rằng: quan điểm cho rằng "nạn đói được cố ý gây ra để chống lại Ukraine và các nhóm quốc gia" hay được diễn giải ở phương Tây (dựa trên cuốn sách của sử gia có tiếng là thiên vị chống Cộng là Robert Conquest) là hoàn toàn sai. Nạn đói diễn ra không chỉ giới hạn ở Ukraine, nó về cơ bản không phải do con người tạo ra, và nó cũng khác xa ý định của Stalin và những lãnh đạo của Liên Xô là muốn xây dựng một nền nông nghiệp hiện đại trên cơ sở tập trung đất đai manh mún vào hợp tác xã. Năm 1933, chính phủ Liên Xô thực hiện cứu trợ rộng rãi mặc dù không đủ, hạt giống và thức ăn gia súc, và gửi đi hơn 20.000 công nhân công nghiệp, tất cả các thành viên Đảng Cộng sản, huy động họ tham gia việc đồng áng. Bất chấp những điều kiện tự nhiên khủng khiếp, vụ thu hoạch rất thành công vào năm 1933 đã chấm dứt nạn đói ở hầu hết các khu vực.

## Tranh cãi chính trị
Hiện nay, ngày tưởng niệm Holodomor tại Ukraina được chính phủ nước này ấn định vào ngày thứ Bảy thứ tư trong tháng 11.

Bản đồ của những nước, công nhận Holodomor là mắc tội diệt chủng người Ukraina

Raphael Lemkin, người mà sau Đệ Nhị thế chiến đã thành công trong việc đòi hỏi thành lập Quy ước Liên Hiệp Ước ngăn ngừa và trừng phạt tội ác diệt chủng (Konvention über die Verhütung und Bestrafung des Völkermordes), ông này cho rằng nạn đói ở Ukraina là thí dụ cổ điển của một vụ diệt chủng.
Chính phủ của Ukraina dưới thời của tổng thống Viktor Andriyovych Yushchenko, đã cố gắng vận động để được quốc tế công nhận Holodomor là một tội ác diệt chủng người Ukraina. Năm 2008, chính phủ Ukraina dưới thời tổng thống Viktor Andriyovych Yushchenko bỏ công sức vận động cho việc Holodomor được công nhận là một "tội ác diệt chủng dân tộc Ukraina". Sau cùng, ngoài Ukraina, có 13 nước gồm Argentina, Úc, Azerbaijan, Bỉ, Brazil, Ecuador, Estonia, Gruzia, Ý, Canada, Colombia, Latvia, Litva, Moldova, Paraguay, Peru, Ba Lan, Tây Ban Nha, Cộng hòa Séc, Hungary, Hoa Kỳ và tòa thánh Vatican công nhận Holodomor chính thức là tội diệt chủng. Tuy nhiên, đến năm 2010, chính phủ mới của Ukraina dưới thời tổng thống Viktor Fedorovych Yanukovych, đã bãi bỏ cuộc vận động và không công nhận việc gọi Holodomor là "tội diệt chủng" nữa.

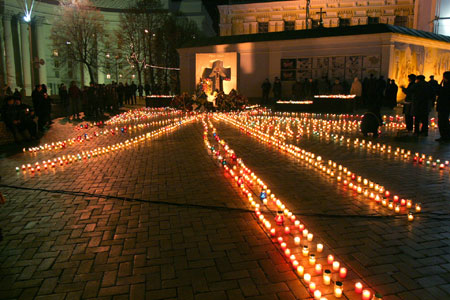
Những ngọn nến tưởng niệm Holodomor tại Kiev

Nga không chấp nhận sử dụng từ diêt chủng cho nạn đói Holodomor. Theo ngoại trưởng của Nga thì nạn chết đói tại Liên Xô vào những năm 1932-1933 không chỉ có những người trong dân tộc Ukraina trở thành nạn nhân, mà cả người Nga và các dân tộc khác. Tại Nga, đa số mọi người cho rằng Holodomor là một trò tuyên truyền được một số các nhóm chính trị ở Ukraina lợi dụng cho những mưu đồ của họ.
Vào ngày 23 tháng 10 năm 2008, Hội đồng Nghị viện của Ủy hội châu Âu trong một nghị quyết đã gọi Holodomor là Tội ác chống lại loài người. Tuy nhiên, Hội đồng Nghị viện của Ủy hội châu Âu (PACE) vào tháng 4 năm 2010 đã từ chối không dùng chữ "tội diệt chủng" mà phe đối lập ở Ukraina yêu cầu, trong nghị quyết về nạn đói lớn trong thập niên 1930 tại Liên Xô.